# Red Allen

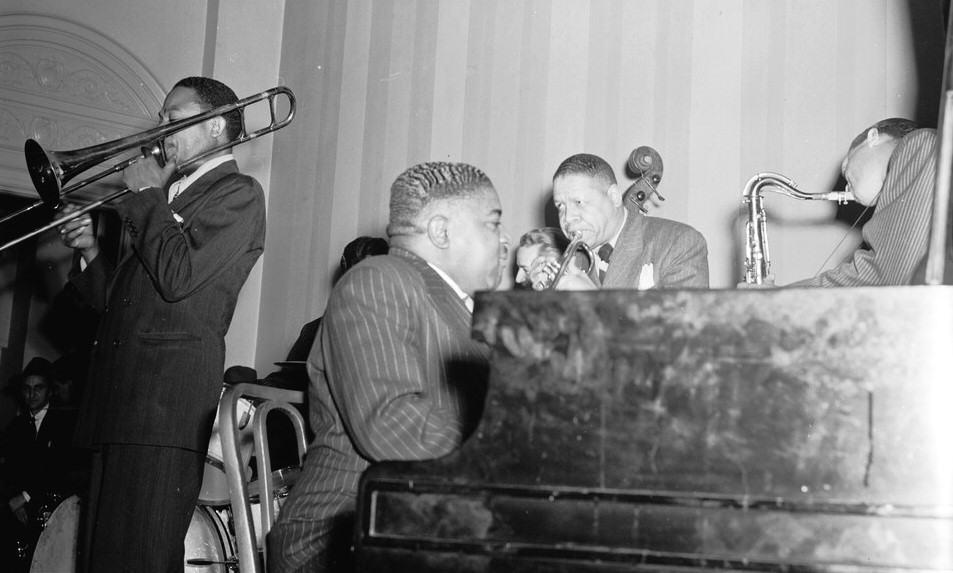
Od lewej: J.C. Higginbotham, Pete Johnson, „Red” Allen i Lester Young w National Press Club w Waszyngtonie, ok. 1940

Henry James Allen jr, ps. „Red” (ur. 7 stycznia 1908 w Nowym Orleanie, zm. 17 kwietnia 1967 w Nowym Jorku) – afroamerykański trębacz i wokalista jazzowy.

## Życiorys
Urodził się w Algiers, lewobrzeżnej dzielnicy Nowego Orleanu. Jego ojciec Henry był znanym w mieście liderem The Allen Brass Band, ulicznej orkiestry marszowej. Gry na trąbce uczyli go Peter Bocage i Manuel Manetta. Już jako nastolatek występował w orkiestrze swojego ojca. Później grał w The Excelsior Brass Band BoCage’a oraz zespołach klarnecisty George’a Lewisa i trębacza Sama Morgana.
W 1926 opuścił Nowy Orlean, żeby podjąć pracę w zespole The Southern Syncopaters Sidneya Desvigne’a na wycieczkowym bocznokołowcu „Island Queen”, pływającym między Saint Louis a Cincinnati. W 1927 dołączył do The Dixie Syncopators „Kinga” Olivera, gdy podczas tournée przybyli do Saint Louis. Trasa za sprawą nieuczciwości menadżerów zakończyła się finansowym fiaskiem i w Nowym Jorku zespół się rozpadł. Red jednak dokonał tam swoich pierwszych nagrań – jeszcze z Oliverem oraz grupą pianisty Clarence’a Williamsa. Potem wrócił do Nowego Orleanu. Grał z pianistą i wokalistą Fatsem Pichonem, a następnie dołączył do orkiestry Fate’a Marable’a na parowcu rzecznym i pozostał w niej do 1928.
W 1929 wytwórnia Victor zaproponowała mu kontrakt nagraniowy, więc wrócił do Nowego Jorku. Dokonał szeregu nagrań zarówno pod własnym nazwiskiem, jak z orkiestrą Luisa Russella, do której składu następnie dołączył. Grał w niej do 1932. W tym czasie nagrywał również z gitarzystą Eddiem Condonem, pianistą Fatsem Wallerem, klarnecistą Pee Wee Russellem oraz zespołami Tommyego Dorseya i Dona Redmana. Kolejnym etapem jego kariery była orkiestra Fletchera Hendersona, do której dołączył w 1933, zostając jej głównym solistą. Równocześnie zarejestrował z Colemanem Hawkinsem szereg popularnych utworów, w których grał na trąbce i śpiewał. Od 1934 do 1937 był członkiem zespołu Lucky’ego Millindera The Mills Blue Rhythm Band. Gdy zakończył z nim współpracę, powrócił do orkiestry Luisa Russella, której pierwszym solistą był wówczas Louis Armstrong. Z czasem został uznany za trębacza, który „jako pierwszy w pełni wykorzystał w swojej grze innowacje Armstronga”.
Od 1940 założył i prowadził w klubach Nowego Jorku, m.in. Café Society, kilka małych zespołów grających muzykę dixielandową, ale wzbogaconą o elementy rhythm and bluesa. Sporo nagrywał. Często mu partnerował puzonista J.C. Higginbotham (wieloletni przyjaciel) i saksofonista altowy Don Stovall. Jeździł też w trasy koncertowe, m.in. z Billie Holiday.
W latach 1954–1965 dużo pracował. Występował ze swoim zespołem (niekiedy z gościnnym udziałem Colemana Hawkinsa) w nowojorskim klubie Metropole Cafe aż do 1965. Kilkakrotnie odwiedzał Europę, m.in. w 1959 z zespołem Kida Ory’ego. Jego muzyczną aktywność docenił Don Ellis, przedstawiciel jazzu nowoczesnego, który w latach 60. uznał go za „najbardziej kreatywnego i awangardowego trębacza Nowego Jorku”. Grał aż do swojej śmierci. Zmarł na raka trzustki w wieku 59 lat.

## Wybrana dyskografia
- 1955 Ridin’ with Red Allen – Featuring J. C. Higginbotham and Albert Nicholas ("X")
- 1957
  - Ride, Red, Ride in Hi-Fi (RCA Victor)
  - Red Allen, Kid Ory & Jack Teagarden at Newport (Verve)
- 1966 The College Concert of Pee Wee Russell and Henry Red Allen (Impulse! Records)
- 1987 Coleman Hawkins & Red Allen – Standards & Warhorses (Jass Records)
- 1991 Henry „Red” Allen – World on a String (RCA Bluebird) – remasterowana wersja LP Ride, Red, Ride in Hi-Fi
- 2005 Quadromania – Henry Red Allen (Membran Music) – 4 CD
- 2013 A Jazz Concert in Berlin 1959 – 2nd Set – Kid Ory & Red Allen (Jazz Crusade)
- 2017 Jazz at the Metropole Cafe – Volume 1 (Bethlehem Records/Warner)
- 2018 Henry „Red” Allen – Old Folks (Nagel Heyer Records)

Zestawienie wg dat wydania płyt

## Upamiętnienie
W 1995 został pośmiertnie wprowadzony do Panteonu Sław Big-bandów i Jazzu (The Big Band and Jazz Hall of Fame).